# 가곡원류
《가곡원류》(歌曲源流)는 1876년(조선 고종 13년)에 박효관과 안민영이 편찬한 시조집이다. 10여 종의 이본이 있는데, 대표본인 국립 국악원 소장본에는 총 865수의 작품(2012년 기준)이 전한다.
시조 및 가사가 남창과 여창으로 나뉘어 편찬 수록되어 있다. 총 노래 수는 8백수십 수이다. 《해동가요》, 《청구영언》과 더불어 한국의 3대 가곡집이다. 이본(異本)이 많다.